# Cmentarz żydowski w Uhnowie
Cmentarz żydowski w Uhnowie – kirkut społeczności żydowskiej niegdyś zamieszkującej Uhnów. Nie wiadomo dokładnie kiedy powstał. Znajduje się w południowej części miejscowości w bezpośrednim sąsiedztwie cmentarza chrześcijańskiego. Został zdewastowany podczas II wojny światowej. Jego obecny stan jest nieznany.